# Prieuré d'Aulnoy
Le prieuré d'Aulnoy est un ancien monastère champenois de l'ordre de Grandmont situé à Courchamp en Seine-et-Marne. Il est aujourd'hui à l'état de vestiges.

## Histoire et description
Un prieuré bénédictin, dépendant de l'abbaye Saint-Pierre-le-Vif de Sens, est d'abord construit en 1072, puis les grandmontains les remplacent vers 1152, appelés par le comte Thibault II de Champagne, fondation confirmée par son fils Henri en 1168. Les moines creusent cinq étangs et reçoivent legs et dons au fil du temps. L'église est construite grâce aux dons du chevalier Henri de Noyers et consacrée en 1203 à Notre-Dame et à saint Martin comme patron secondaire. Au XVIIe siècle, les minimes remplacent les grandmontains. Ils font bâtir un grand logis dans l'aile occidentale. Le couvent des minimes est vendu comme bien national à la Révolution. L'aile orientale des bâtiments monastiques été incendiée en 1944 et il n'en reste qu'un pan de mur. En 1959, des piécettes d'or ont été retrouvées à l'emplacement de l'ancien autel. Elles dataient de Charles VI et de Jean Sans Peur.
Il reste du prieuré l'église, qui mesure 24,16 mètres x 5,85 mètres, à nef unique se terminant par un chevet à trois pans voûté d'arêtes de 15 cm plus large que la nef, dont il est séparé par un arc doubleau ; le chevet est éclairé de trois fenêtres ogivales (désormais murées) et s'appuie sur deux contreforts. La voûte de la nef qui était en berceau brisé s'est écroulée au milieu du XIXe siècle. La façade ouest à deux contreforts très simples est percée d'une lancette aujourd'hui murée. C'est ici que se trouvait la porte des fidèles (aujourd'hui bouchée), qui est d'habitude ouverte au nord dans l'architecture grandmontaine. Il reste du bâtiment oriental le pan de mur occidental qui donnait sur le cloître disparu ; on y voit l'entrée de l'ancienne salle capitulaire dont la porte est flanquée de deux baies à colonnettes dont le chapiteau est en corbeille. La salle du chapitre était autrefois voûtée d'ogives retombant sur un pilier central.
En 2007, l'ensemble (qui était auparavant une maison de retraite médicalisée) est vendu aux enchères avec le descriptif suivant : « Bâtiment principal du XVIIIème siècle d'une superficie habitable de 710 m², comprenant deux étages et un grenier aménagé, une aile prolongée d'une véranda sur cour et communs divisés en deux bâtiments potentiellement habitables. Le tout sur un parc avec pièce d'eau de 30.753 m², comprenant les vestiges du Prieuré des Minimes. » Le prieuré est une propriété privée qui ne se visite pas.